# 07h00 - 08h00 (épisode de 24 Heures chrono, saison 4)
Pour l'épisode de la saison5, voir 07h00 - 08h00 (épisode de 24 Heures chrono, saison 5).
07h00 - 08h00 est le premier épisode de la 4e saison de la série télévisée 24 Heures chrono.

## Résumé

### De 07:00:00 à 07:14:12
- Dans un train, un homme est en train de boire son café. Il semble très suspicieux et regarde tout autour de lui. Lorsqu'un homme semble trop s'approcher, celui-ci est sur le point de dégainer son arme. On s'aperçoit que cet homme a la main droite menottée à une mallette. Pendant ce temps, le conducteur du train boit lui aussi son café lorsqu'il aperçoit au loin un camion posé en plein milieu des voies de chemin de fer. Il freine alors brusquement mais percute le véhicule de plein fouet et prend feu tandis que l'homme à la mallette tente de s'enfuir. Un homme masqué regarde la scène à quelques mètres de distance, grimpe sur sa moto et fonce vers les restes du train. Une jeune femme lui demande de l'aide mais il n'y porte pas plus attention. Il trouve l'homme à la mallette et le tue d'un coup de revolver avant de s'en emparer et de repartir à moto.
- A la Cellule anti-terroriste, Chloe O'Brian annonce à |Sarah Gavin qu'un des suspects recherchés, Tomas Sherek, a été aperçu la veille à Los Angeles. Il est accusé d'appartenir à des organisations terroristes à Istanbul et d'avoir mis en place plusieurs attentats suicides l'été précédent. Sarah apprend à Chloe qu'une information est tombée le matin même concernant l'éventualité d'une attaque terroriste par un groupe turc. Mais l'heure prévue (08h00) ne colle pas avec l'heure sur la Côte Est où devait avoir lieu l'attentat, car il est déjà 10h00 là-bas. Chloe pense que l'attaque pourrait avoir lieu sur la Côte Ouest et donc dans les temps. Pendant ce temps, Erin Driscoll, nouvelle directrice de la Cellule est au téléphone dans son bureau avec un homme l'informant de l'attentat du train. Erin lui rappelle que cette affaire est soumise à l'autorité de la Cellule. Erin fait entrer Chloe dans son bureau et lui expose les faits : un camion chargé d'explosifs a fait exploser un train à Santa Clarita. Chloe fait donc part à Erin des informations trouvées par Sarah concernant un attentat à 08h00 mais elle lui fait remarquer que celui-ci s'est produit une heure plus tôt. Puis elle lui fait part de la présence de Tomas Sherek sur le sol américain. Erin demande à Chloe de se coordonner avec la Division pour les recherches sur le lieu de l'attentat et la charge de réunir les informations sur Sherek avant le briefing. Erin apprend par surprise que c'est Jack Bauer que le ministère de la Défense envoie pour leur rendez-vous avec elle. Chloe nous apprend qu'entre la saison précédente et celle-ci, Erin a renvoyé Jack de la Cellule. On assiste ensuite au briefing mené par Curtis Manning qui explique qu'il y a de fortes chances pour que Sherek soit impliqué dans l'attentat du train. Lui et Erin pensent qu'il va vite chercher à quitter le pays, d'où l'importance de la surveillance des aéroports assurée par Edgar Stiles. Une petite joute verbale se crée entre lui et Chloe, sa supérieure, jugeant qu'Edgar n'est pas assez appliqué et qu'il parle trop doucement. Sarah se renseigne de son côté pour les éventuels contacts avec Sherek. Erin donne l'ordre de transférer toutes les informations à la Division. À la fin du briefing, Chloe retient Erin pour lui reparler de cette divergence d'horaires qui la turlupine. Erin semble s'en moquer et lui demande de se concentrer sur la recherche de Sherek.
- Dans une chambre d'hôtel, on retrouve Jack et Audrey Raines discutant du renvoi de Jack de la Cellule. Ce dernier dit avoir compris et ne plus en vouloir à Erin qui ne voulait pas d'un ex-drogué dans son équipe. Jack avoue préférer son travail au ministère de la Défense, il ne veut plus travailler sur le terrain comme par le passé. Jack s'approche d'Audrey et tous deux s'embrassent. Il lui explique qu'il n'avait jamais réussi à ravoir ce genre de relation avec une femme depuis la mort de son épouse Teri. Audrey en est flattée. Jack aimerait faire part de leur relation à James Heller, ministre de la Défense et père d'Audrey mais celle-ci craint qu'il ne réagisse mal, la considérant encore engagée avec Paul Raines, son mari, malgré leur séparation. Audrey lui dit être amoureuse de lui, Jack baisse la tête puis sourit. Jack sort. Le rendez-vous est donné dans le hall.
- Dans la rue, Sherek est au téléphone avec un homme le félicitant de son travail. À l'autre bout du fil, une famille avec le père (l'homme au bout du fil), sa femme et leur fils Behrooz. L'homme se fait du souci pour son fils et se confie à sa femme, il pense que ce dernier continue à voir sa petite amie américaine prénommée Debbie contre leur consentement. Sa mère propose de lui parler mais son mari rejette son offre, préférant s'en occuper. L'homme allume la télévision tandis que la femme appelle leur fils pour déjeuner, celui-ci étant au téléphone. Lorsque celui-ci descend enfin, son père lui demande à qui il téléphonait. Behrooz lui répond qu'il était avec un camarade de classe mais son père ne le croit pas et l'accuse de continuer à fréquenter Debbie, ce que Behrooz nie en bloc. Mais son père a lu ses mails et le sait. Il réitère à son fils l'ordre de ne plus la voir. Behrooz cherche une aide de sa mère du regard. Il finit par s'incliner. À la télévision, les premières informations concernant l'attentat ferroviaire sont diffusées. L'homme dit être dans les temps pour la suite des opérations. Une mallette doit arriver chez eux d'ici peu grâce à Sherek et l'homme veut que ce soit son fils Behrooz qui l'apporte au hangar car c'est le moyen le plus sûr. Ses parents lui rappellent qu'ils ont la chance d'avoir été choisis pour changer la face du monde et qu'ils ne doivent pas échouer.

### De 07:20:16 à 07:33:04
- Dans un bureau informatique, un jeune homme est sur son poste lorsqu'une jeune fille, Mélanie, vient lui demander ce qu'il fait. Il est en fait resté là toute la nuit à pirater des logiciels sur Internet. Il la menace en riant de la tuer si elle en parle. Soudain, une fenêtre s'ouvre sur l'ordinateur du jeune homme, faisant défiler des tas de codes. Il appelle son amie pour venir voir et tous deux pensent qu'une attaque Internet de grande ampleur se prépare. Le jeune homme file appeler les fédéraux d'une cabine téléphonique.
- Devant l'hôtel, le ministre de la Défense apprend que le bilan de l'attentat ferroviaire s'élève à 32 morts. Il l'apprend à Jack et lui demande de se renseigner lorsqu'il arrivera à la Cellule et de le tenir au courant. On apprend à cet instant que le ministre a rendez-vous avec un certain Richard. Audrey tente de cacher à son père sa relation avec Jack. Celui-ci part pour la cellule tandis qu'Audrey monte en voiture avec son père.
- A la Cellule anti-terroriste, Andrew Paige téléphone à Chloe, disant un être un ami à elle. À l'autre bout du fil, on retrouve le jeune homme du bureau informatique qui prévient Chloe de ce qu'il a vu, pensant qu'une vaste attaque sur Internet va se produire. L'ennui pour les déchiffrer c'est qu'une partie des codes est en une langue du Moyen-Orient. De son côté, Sarah Gavin a trouvé un contact de Sherek, un certain Maurice Landstrass qui tient un pressing et dont les activités sont étroitement liées avec Ankara. Erin envoie Ronnie Lowell, son agent de terrain, sur les lieux. Chloe prévient Erin de ce que son ami a trouvé sur Internet, mais celle-ci semble trouver ça de maigre importance et demande donc à Chloe de transmettre au FBI. Au même moment, Jack arrive à la Cellule, nostalgique. Avant de rejoindre Erin dans son bureau, il croise Chloe à qui il apprend que sa fille Kim et son gendre Chase Edmunds se sont installés à Valencia mais elle doit aller mettre en place un protocole. Il croise Curtis qui lui dit que le rendez-vous avec Erin sera sans doute écourté vu les récents événements et lui présente Ronnie Lowell, son remplaçant depuis son départ de la Cellule. Erin recevra Jack dans quelques minutes mais Jack semble se poser des questions sur l'attaque du train et semble vouloir des réponses. Jack entre dans le bureau d'Ein quelques instants après, l'accueil est glacial. Tous deux entament leur rendez-vous où il est question de budget, jugé insuffisant par Erin qui en propose un nouveau rejeté par Jack. L'animosité est palpable. À cet instant, Curtis appelle Erin et lui annonce que Ronnie est arrivé au pressing. Elle met donc la vidéo en route. Une fois Ronnie entré, nous suivons l'action depuis les vidéos dans le bureau d'Erin. Jack garde un œil sur la vidéo. Jack dit à Erin que cet homme cache quelque chose mais Erin le stoppe tout de suite en lui rappelant que tout est pris en main par ses agents. Il finit malgré tout par lui prouver qu'il a raison. Erin lui demande de tourner le dos au commerçant un instant. Jack a aperçu le regard de Landstrass changer de direction vers sa droite. Erin demande à Ronnie de regarder sur sa droite.
- Dans la voiture, Audrey et son père ont quelques détails professionnels à régler. Le ministre lui demande si elle a parlé avec son frère qui semble être la personne que le ministre va rencontrer, ce certain Richard. Audrey ne veut pas qu'il sache qu'elle l'accompagne et attendra dans la voiture. On apprend que son fils veut aller à une manifestation et que cela embarrasse le ministre et le Président. Audrey pense qu'il fait ça uniquement pour s'opposer à son père. Le bureau du Président appelle Audrey qui lui passe son père. Le Président lui apprend qu'il veut augmenter le niveau d'alerte contre le terrorisme mais le ministre propose d'attendre les conclusions des experts sur la raison de l'explosion du train et propose d'accroître le niveau de vigilance.
- Au pressing, Ronnie arrive avec ses hommes et organise leur entrée dans le magasin. Il entre alors dans la boutique et aborde le vendeur. Il lui annonce qu'il est agent fédéral et qu'ils recherchent un certain Sherek, que le commerçant dit ne pas connaître. Ce dernier menace d'appeler son avocat, se disant harcelé. Ronnie obéit et tourne le dos à Landstrass en parlant de quelque chose de noté sur la porte d'entrée. À cet instant, Landstrass tourne le regard. Ronnie demande à l'homme s'il accepte qu'il regarde derrière le comptoir, à droite mais il refuse, lui demandant de déguerpir. Sherek se lève soudain et se met à courir mais les fédéraux réussissent à le récupérer par derrière.

### De 07:39:09 à 07:50:15
- Chez Richard, les voitures arrivent dans l'allée. Le ministre sort de sa voiture et se dirige seul vers la maison de son fils. On apprend par ses hommes qu'il s'agit d'une visite confidentielle. Richard ne démord pas, il veut aller à cette manifestation, son père l'exhortant à être moins égoïste et à penser aux ravages que cela pourrait causer. Richard pense que le plus dangereux sont les 2500 missiles que son père veut faire installer. Son père tente de lui expliquer que le monde est plus compliqué que cela, que les États-Unis ont des ennemis et qu'à ce titre, ces missiles sont nécessaires à la sécurité nationale. Mais Richard ne veut rien entendre, tout cela est lié pour lui au désir des États-Unis de vouloir contrôler le monde. Il propose à son père de repartir.
- Dans la voiture, Audrey reçoit un appel de Jack qui lui apprend qu'un premier suspect a été arrêté. Il finit par avouer que lui aussi est amoureux d'elle. Elle est gênée. Jack raccroche quand Erin revient. Audrey sourit.
- A la Cellule anti-terroriste, Erin revient dans son bureau où l'attend Jack qui tente d'obtenir des informations sur le suspect mais elle ne lâche rien, ce ne sont pas ses affaires. Quelques minutes plus tard ils redescendent. Erin a fait ouvrir un ordinateur pour Jack contenant les dossiers des budgets. À cet instant Sherek passe la sécurité. Jack lui apprend qu'ils étaient à sa recherche lorsqu'il travaillait à la Cellule. Il se faisait appeler Yann Boleck et était responsable d'une douzaine d'attentats en Europe à la fin des années 1990. Erin s'excuse d'avoir été brutale et remercie Jack de les avoir aidé à l'arrêter. Jack retient Erin et lui explique que c'est incohérent, un aussi grand terroriste ne prendrait pas un tel risque juste pour un train. Erin prendra cela en considération. Mais Jack ne veut pas en rester là. Il se dirige vers le poste de Chloe à qui il demande si un autre attentat est prévu. Elle lui explique que non mais que les horaires ne correspondaient pas, divergeant d'une heure. Jack trouve la source sur les réseaux d'Interpol et conclut qu'une attaque va avoir lieu dans les minutes qui viennent, à 08h00.
- Au bureau informatique, Andrew rentre avec les cafés mais une mauvaise surprise l'attend : un homme est en train de torturer Mélanie, son amie qui lui avoue le nom d'Andrew. Tous les collègues d'Andrew sont morts. L'homme tire sur Mélanie tandis qu'Andrew s'enfuit à toutes jambes mais les hommes entendent un bruit et le suivent. Andrew est plus rapide, s'empare d'une bicyclette, passe derrière un camion et disparaît de leur vue.

### De 07:54:19 à 07:59:57
- Dans la voiture, Audrey est au téléphone avec son mari, Paul Raines, à qui elle annonce qu'elle va demander le divorce. Il ne comprend pas pourquoi elle est aussi pressée mais lui explique qu'elle n'en peut plus d'attendre pour rien. Elle reçoit un double appel : Jack veut parler à son père. Il lui explique qu'il veut que le ministre donne l'autorisation à Erin de le laisser interroger le témoin car une nouvelle attaque risque de se produire à 8h00. Vu l'urgence, Audrey s'exécute.
- Chez Richard, ce dernier n'en démord pas, il veut défendre cette cause. Son père essaie de lui faire prendre conscience que les organisateurs profitent de lui et de son statut de fils de ministre. Il lui répond qu'il aurait préféré ne pas être son fils. À cet instant, Audrey entre dans la maison. Regard ironique de Richard. James sort avec le téléphone. Audrey tente de faire changer son frère d'avis.
- Devant la maison de Richard, James est au téléphone avec Jack. Le ministre ne tranchera pas, c'est à Jack de régler ça seul avec Erin. Audrey rejoint son père : le Président est au téléphone. Il coupe sa conversation avec Jack, lui demandant de laisser la Cellule s'occuper de Sherek. Rendez-vous est donné à Vandenberg. À la suite de l'aveu du témoin, le ministre est toujours au téléphone avec le bureau du Président et face à sa fille qui, recevant l'appel de Jack, ne peut pas répondre. Elle laisse sonner quatre fois avant de pouvoir répondre. Jack lui explique ce qu'il vient d'apprendre et lui demande d'éloigner son père de toute urgence. À cet instant, un missile est lancé sur une de leurs voitures qui explose et le combat s'engage sous le regard horrifié de Richard, resté à l'intérieur. Une fois tous les hommes du ministre à terre, les malfaiteurs s'emparent de James et d'Audrey. Cette dernière, dans une tentative désespérée, crie le nom de Jack, le téléphone étant toujours au sol, Jack assistant impuissant à ce qui est en train de se produire.
- A la Cellule anti-terroriste, à la suite de l'appel avec James, Jack cherche un moyen de pouvoir accéder à Sherek pour l'interroger tandis que Ronnie entame l'interrogatoire sous le regard d'Erin. Ronnie n'obtenant pas de réponse, il le menace de la prison puis hausse le ton, sans résultat, le témoin restant muet. Ronnie sort et rejoint Erin qui lui demande jusqu'où il peut aller, Erin lui demandant de faire tout ce qui sera nécessaire pour obtenir des noms. Pendant ce temps, Jack essaie d'entrer dans la zone d'interrogatoire et se heurte à un garde qu'il frappe, lui laissant la voie libre. Il attrape son passe et entre dans la cellule d'interrogatoire où se trouve Sherek, détruisant les systèmes d'entrée et de sortie pour empêcher Ronnie et Erin, témoins de la scène, d'intervenir. Erin fait appeler la sécurité pendant que Jack pointe son arme sur le suspect, lui demandant ce qu'il va se passer à 08h00. Le témoin reste muet. Erin tente tout pour l'arrêter mais rien n'y fait. Jack tire dans la jambe de Sherek. Jack demande quelle est la cible principale, ce à quoi le témoin, très mal-en-point, répond : Le ministre de la Défense. Erin fait appeler les services de sécurité de toute urgence et envoie une équipe.
- Chez les Araz, la mallette arrive.
- Dans le fourgon, James et Audrey sont enlevés. On les bâillonne et leur bande les yeux.

## Distribution
(par ordre d'apparition au générique)

### Acteurs principaux
- Kiefer Sutherland : Jack Bauer
- Kim Raver : Audrey Raines
- Alberta Watson : Erin Driscoll
- William Devane : James Heller

### Invités
(Avec/Guest Starring)
- Jonathan Ahdout : Behrooz Araz
- Roger Cross : Curtis Manning
- Shawn Doyle : Ronnie Lobell
- Lukas Haas : Andrew Paige
- Louis Lombardi : Edgar Stiles
- Logan Marshall-Green : Richard Heller
- Lana Parrilla : Sarah Gavin
- Geoff Pierson : Le Président John Keeler
- Mary Lynn Rajskub : Chloe O'Brian
- Nestor Serrano : Navi Araz
- Faran Tahir : Tomas Sherek
- Matt Gallini : Abdul
- Brittany Ishibashi : Mélanie
- Shohreh Aghdashloo : Dina Araz

### Reste de la distribution
(Avec/Co-Starring)
- Michele C. Bonilla : Reporter télévisé du crash
- Thomas Tofel : Maurice Landstrass

## Diffusions
(liste non exhaustive)
| Date             | Pays       | Chaîne | Commentaire                  |
| ---------------- | ---------- | ------ | ---------------------------- |
| 9 janvier 2005   | États-Unis | FOX    | Première diffusion mondiale  |
| 24 novembre 2005 | France     | C+     | Première diffusion française |